# 노비안검법
노비안검법(奴婢按檢法)은 고려 광종 7년(956년)에 실시된 법제로서, 원래 노비가 아니었는데 전쟁에서 포로로 잡혔거나, 빚을 갚지 못하여 강제로 노비가 된 자를 이전의 상태로 돌아가게 하는 법이다.
광종을 이를 통해, 왕권을 강화하는 효과도 얻었다.
이것은 신라·고려의 왕조 교체기(交替期)를 통하여 혼란했던 사회적 신분 질서를 바로잡기 위한 것이었으나, 보다 중요한 동기는 당시 호족(귀족) 세력의 세력 기반을 억제하면서 왕권을 강화하고 국가 수입 기반을 확대하기 위한 하나의 정책이었다. 이로써 호족의 경제적·군사적 기반은 약화된 반면 노비가 양인이 되어 조세와 부역의 의무를 지게 되었으므로 국가의 재정 기반과 왕권이 좀 더 안정되었다. 
이 법은 귀족들의 불평을 많이 사게 되고 또한 지나친 혼란을 야기하자 오히려 노비환천법(奴婢還賤法)이 나오게 되었다.

## 참고 자료
- 이 문서에는 다음커뮤니케이션(현 카카오)에서 GFDL 또는 CC-SA 라이선스로 배포한 글로벌 세계대백과사전의 "〈고려의 통일〉" 항목을 기초로 작성된 글이 포함되어 있습니다.